# 오노촌 (후쿠시마현 소마군)
오노촌(大野村)은 후쿠시마현 북동부 소마군에 속했던 촌이다. 현재의 소마시 북서부에 해당한다.

## 역사
- 1889년 4월 1일 - 정촌제 시행에 의해 8촌이 합병해 우다군 오노촌이 성립하였다.
- 1896년 4월 1일 - 우다군이 나메가타 군과 합병해 소마 군이 성립하였다.
- 1954년 3월 31일 - 나카무라 정,  이토요 촌, 야와타 촌, 야마카미 촌, 다마노 촌, 닛타키 촌, 이소베 촌과 합병해 소마 시가 되어, 동일 오노 촌이 폐지되었다.

## 교통

### 철도
일본국유철도 조반선이 촌 지역을 지나고 있었지만, 역은 위치하지 않았다. 

### 도로
- 국도 6호선

## 참고문헌
- 角川日本地名大辞典 7 福島県